# 高雄市公車旗美國道快捷
高雄市公車旗美國道快捷（E01），又稱旗美快線。由高雄客運營運，是旗山區、美濃區到高鐵左營站的國道快捷公車路線。路線拆為A、B兩線，起點站均為高鐵左營站
E01A終點站為旗山轉運站，
E01B終點站為高雄客運美濃站（中停旗山轉運站）。

## 歷史
- 2011年11月1日開通。[4]
- 2012年6月，電動低底盤公車加入營運。[5]
- 2018年11月15日起，東向（往旗山、美濃方向）暫不停靠高雄榮總（民族路口）站牌

## 收費方式

### 票證
- 一卡通（一卡通公司發行之電子票證智慧卡）
  - 本路線採里程計費，不適用公路客運刷一卡通最高自付額60元優惠方案。[6][7]
- 悠遊卡（悠遊卡公司發行之電子票證智慧卡）
- iCash（愛金卡）

## 歷史配車

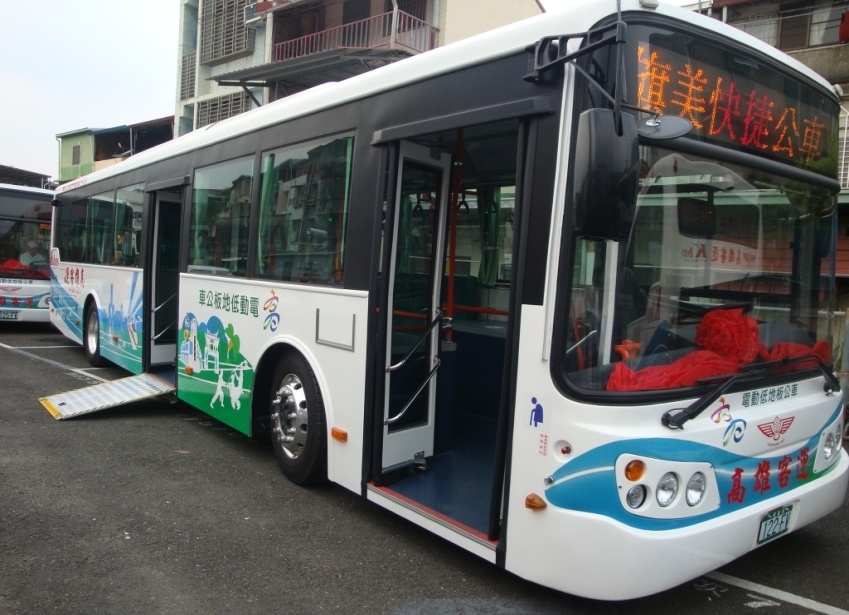

### 投幣
- 依里程收費。

## 停站
（參見右側路線圖）